# Fritz Loerzer

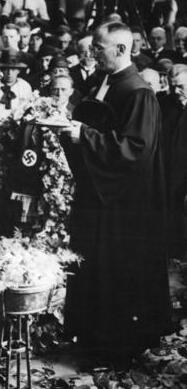
Fritz Loerzer 1933 bei der Beerdigung von Marga von Etzdorf

Fritz Loerzer (* 27. Juli 1893 in Berlin; † 21. Juli 1952 in Farchant, Oberbayern) war ein deutscher evangelischer Geistlicher und eine der führenden Gestalten in der Bewegung der Deutschen Christen.

## Leben
Loerzer begann 1913 das Studium der Theologie an der Universität Berlin, das er aber 1915 zum Dienst in der deutschen Fliegertruppe unterbrach. Unter dem Kommando seines älteren Bruders Bruno Loerzer gehörte er zu den erfolgreichsten deutschen Jagdfliegern mit elf Luftsiegen Nach der Rückkehr aus der Kriegsgefangenschaft nahm er 1920 das Studium wieder auf. Nach der 1922 erfolgten Ordination wurde er 1923 Pfarrer in Falkenstein, einem Ortsteil von Friedeberg (Neumark). 1928 übernahm er ein Pfarramt an der Adventkirche in Berlin-Prenzlauer Berg. Zum 1. Januar 1932 trat er der NSDAP bei (Mitgliedsnummer 893.810). Er gehörte zu den Gründern der Glaubensbewegung Deutsche Christen und wurde nach deren Machtergreifung in der Evangelischen Kirche der altpreußischen Union 1933 zum Hilfsarbeiter im Konsistorium Berlin-Brandenburg ernannt. Im Juli 1933 wurde er stellvertretender Reichsleiter der Deutschen Christen; im Oktober übernahm er (mit dem Titel eines Propstes) die Generalsuperintendentur der Kurmark. 
Als 1935 die Deutschen Christen in verschiedene konkurrierende Gruppierungen zerfielen, schloss Loerzer sich Joachim Hossenfelders „Kampf- und Glaubensbewegung Deutsche Christen“ an und wurde auch dort stellvertretender Reichsleiter. Im Zuge der Entfernung radikaler DC-Vertreter aus ihren Ämtern musste er im Juni 1936 seine Funktion als Propst aufgeben. Er wurde Oberkonsistorialrat im Evangelischen Konsistorium der Kirchenprovinz Sachsen in Magdeburg und kehrte 1939 in gleicher Funktion nach Berlin zurück. Ab 1940 leistete er erneut Kriegsdienst. Er erhielt nach Kriegsende kein Pfarramt, konnte aber von 1945 bis 1948 in der bayerischen Landeskirche Hilfsdienste leisten.